# Гусла (село)
Гусла (болг. Гусла) — село в Болгарии. Находится в Шуменской области, входит в общину Каолиново. Население составляет 684 человека.

## Политическая ситуация
В местном кметстве Гусла, в состав которого входит Гусла, должность кмета (старосты) исполняет Ахмед Наим Мустафа (Движение за права и свободы (ДПС)) по результатам выборов.
Кмет (мэр) общины Каолиново — Нида Намыков Ахмедов Движение за права и свободы (ДПС)) по результатам выборов.